# El Mirador, Tlacoapa
El Mirador är en ort i Mexiko.   Den ligger i kommunen Tlacoapa och delstaten Guerrero, i den sydöstra delen av landet, 250 km söder om huvudstaden Mexico City. El Mirador ligger 1 700 meter över havet och antalet invånare är 138.
Terrängen runt El Mirador är kuperad åt sydväst, men åt nordost är den bergig. Terrängen runt El Mirador sluttar söderut. Runt El Mirador är det ganska glesbefolkat, med 42 invånare per kvadratkilometer. Närmaste större samhälle är Malinaltepec, 10,1 km öster om El Mirador. I omgivningarna runt El Mirador växer huvudsakligen savannskog.